# Temnoscheila acuta
Temnoscheila acuta is een keversoort uit de familie schorsknaagkevers (Trogossitidae). De wetenschappelijke naam van de soort werd in 1858 gepubliceerd door John Lawrence LeConte.